# Amphicyrta dentipes
Amphicyrta dentipes là một loài bọ cánh cứng trong họ Byrrhidae. Loài này được Erichson miêu tả khoa học năm 1843.